# Sil·lagínids

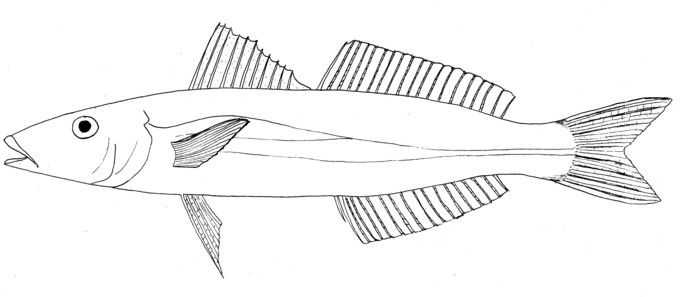
Sillago argentifasciata

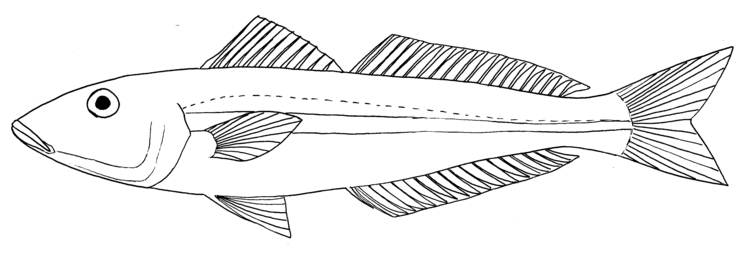
Sillago robusta

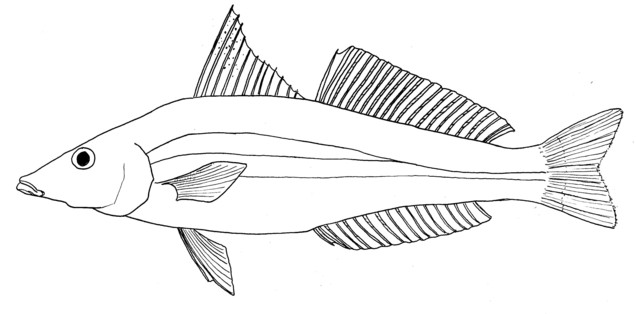
Sillago analis

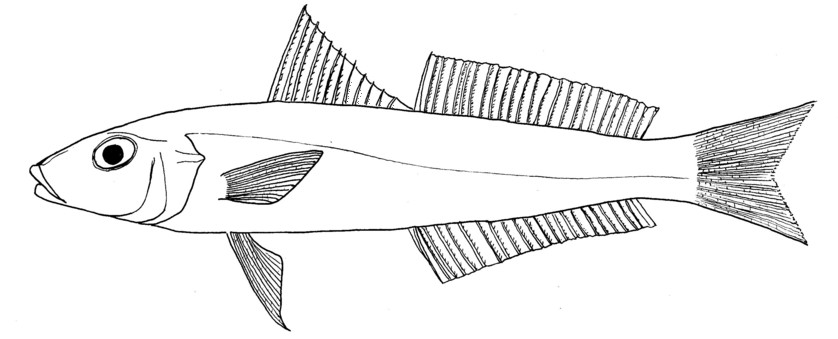
Sillago arabica

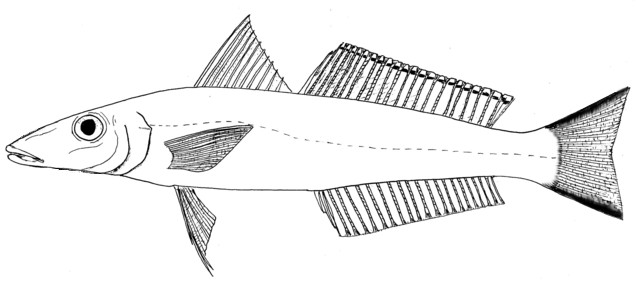
Sillago asiatica

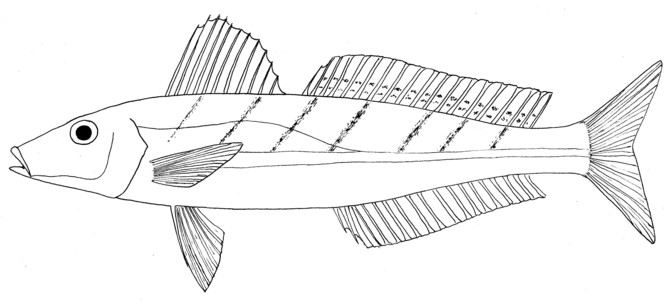
Sillago bassensis

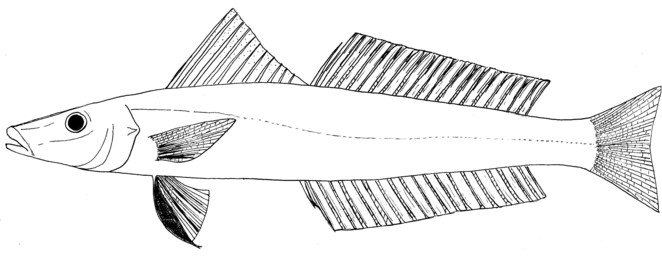
Sillago chondropus

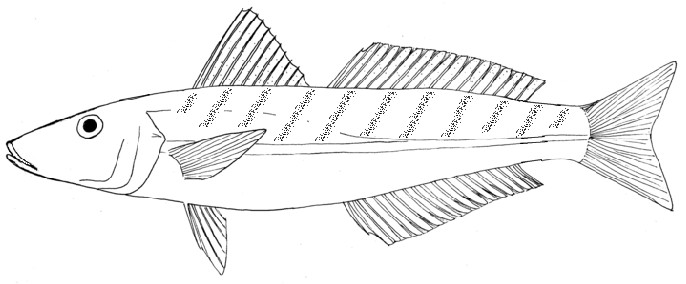
Sillago flindersi

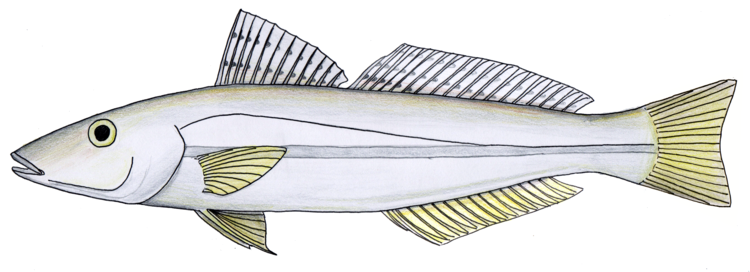
Sillago schomburgkii

Els sil·lagínids (Sillaginidae) són una família de peixos marins inclosa en l'ordre dels perciformes amb 31 espècies repartides entre 3 gèneres.

## Morfologia
- La longitud màxima pot arribar als 45 cm.
- Tenen el cos molt allargat
- Boca petita.
- Dues aletes dorsals: la primera amb una dotzena d'espines i la segona amb una espina esmolada i multitud de radis tous.
- L'aleta anal és molt allargada.[1]

## Alimentació
Mengen organismes del fons marí.

## Hàbitat
Les espècies que hi formen part són bentòniques.

## Distribució geogràfica
Es distribueix per l'oceà Índic i l'oest de l'oceà Pacífic.

## Observacions
Algunes espècies són importants en aqüicultura i en l'alimentació humana.

## Gèneresiespècies
- Gènere Sillaginodes (Gill, 1861)
  - Sillaginodes punctatus (Cuvier, 1829)
- Gènere Sillaginopsis (Gill, 1861)
  - Sillaginopsis panijus (Hamilton, 1822)
- Gènere Sillago (Cuvier, 1816)
  - Sillago aeolus (Jordan i Evermann, 1902)
  - Sillago analis (Whitley, 1943)
  - Sillago arabica (McKay & McCarthy, 1989)
  - Sillago argentifasciata (Martin & Montalban, 1935)
  - Sillago asiatica (McKay, 1982)
  - Sillago attenuata (McKay, 1985)
  - Sillago bassensis (Cuvier, 1829)
  - Sillago boutani (Pellegrin, 1905)
  - Sillago burrus (Richardson, 1842)
  - Sillago chondropus (Bleeker, 1849)
  - Sillago ciliata (Cuvier, 1829)
  - Sillago flindersi (McKay, 1985)
  - Sillago indica (McKay, Dutt & Sujatha, 1985)
  - Sillago ingenuua (McKay, 1985)
  - Sillago intermedius (Wongratana, 1977)
  - Sillago japonica (Temminck & Schlegel, 1843)
  - Sillago lutea (McKay, 1985)
  - Sillago macrolepis (Bleeker, 1859)
  - Sillago maculata (Quoy i Gaimard, 1824)
  - Sillago megacephalus (Lin, 1933)
  - Sillago microps (McKay, 1985)
  - Sillago nierstraszi (Hardenberg, 1941)
  - Sillago parvisquamis (Gill, 1861)
  - Sillago robusta (Stead, 1908)
  - Sillago schomburgkii (Peters, 1864)
  - Sillago sihama (Forsskål, 1775)
  - Sillago soringa (Dutt i Sujatha, 1982)
  - Sillago vincenti (McKay, 1980)
  - Sillago vittata (McKay, 1985)[3][4][5]